# 93 Leonis
Désignations
93 Leo A : DQ Leo, BD+21°2358, WDS J11480 +2013Aa,Ab

93 Leonis (en abrégé 93 Leo) est une étoile multiple de la constellation zodiacale du Lion. Elle est visible à l'œil nu avec une magnitude apparente de 4,52. D'après la mesure de sa parallaxe annuelle par le satellite Hipparcos, le système est distant d'environ ∼ 233 a.l. (∼ 71,4 pc) de la Terre.
Le système de 93 Leonis est composé de deux binaires spectroscopiques, séparées entre elles par une distance angulaire de 74,4 secondes d'arc en 2023,. La première paire, désignée 93 Leonis A, est une binaire spectroscopique à raies doubles. Ses deux composantes sont révélées par le fait que dans le spectre, les raies spectrales se déplacent périodiquement par effet Doppler. La composante primaire, désignée 93 Leonis Aa, est une étoile géante jaune de type spectral G7III, tandis que la composante secondaire, 93 Leonis Ab, est une sous-géante blanche de type spectral A7IV. Elles complètent une orbite selon une période de 71,69 jours. Étant donné son évolution, le système est probablement âgé autour de 900 millions d'années. Il est également une variable de type RS Canum Venaticorum en raison de sa binarité, avec une variation d'une amplitude de 0,03 magnitude. Pour cette raison, il possède la désignation d'étoile variable de DQ Leonis.
La deuxième paire, 93 Leonis B, apparaît être une binaire spectroscopique avec une période orbitale approximative de 110 ans. Sa composante visible est une naine jaune de type spectral G5V et de magnitude apparente 8,96.
En astronomie chinoise traditionnelle, 93 Leonis est connue comme Taizi (en chinois : 太子, pinyin : Tàizǐ) et elle constitue à elle seule l'astérisme du même nom représentant la « Couronne du Prince » au sein de la province céleste de l'enceinte du Palais Suprême.